# Javier Gallegos
Javier Gallegos Barrientos (Lucanas, 3 de diciembre de 1965) es un político e ingeniero civil peruano. Fue gobernador regional de Ica desde 2019 hasta 2022, elegido con más del 30% de votos válidos en las elecciones regionales de 2018 como candidato de Obras por la Modernidad, movimiento regional del cual es presidente fundador.

## Biografía
Gallegos nació en Lucanas, Ayacucho, el 3 de diciembre de 1965, siendo hijo de Andrés Gallegos y Lucila Barrientos.
Está casado con Mónica Guillen Tuanama, quien además es, dirigente activa del Movimiento Regional Obras por la Modernidad y la actual presidenta del Comité de Damas de la región.

### Estudios
Hizo sus estudios primarios en la institución educativa estatal de Puquio y secundarios en la institución educativa Socorro en el distrito de Puquio, continuando en la institución educativa Víctor Manuel Maurtua en el distrito de Parcona, Ica, posteriormente, empezó y culminó sus estudios universitarios de Ingeniería Civil en la Universidad Nacional San Luis Gonzaga de Ica titulándose en 1996.

### Alcalde de Parcona (2007 - 2014)
En 2006 Gallegos fue elegido alcalde de Parcona en las elecciones municipales para el periodo 2007 - 2010 por el movimiento regional Partido Regional de Integración. 
En 2010 fue reelegido alcalde de Parcona en las elecciones municipales para el periodo 2010 - 2014 por el movimiento regional Partido Regional de Integración.
El 4 de abril de 2014 renuncia a la alcaldía. para postular a las elecciones regionales para la presidencia regional de Ica con el Movimiento Regional Obras por la Modernidad. En la primera vuelta, celebrada el 5 de octubre quedó en el segundo lugar de las preferencias electorales, detrás del candidato Fernando Cillóniz. Al no haber alcanzado ninguno de los candidatos el 30% de los votos emitidos, compitió en segunda vuelta por la presidencia regional siendo electo Cillóniz.

### Gobernador regional de Ica (2019 - 2022)
En las elecciones regionales del 2018 postuló como candidato a gobernador regional de Ica por el Movimiento Regional Obras por la Modernidad siendo electo para el periodo 2019-2022.